# ماريون وليامز
ماريون وليامز (بالإنجليزية: Marion Williams)‏ هي ملحنة ومغنية أمريكية، ولدت في 29 أغسطس 1927 في ميامي في الولايات المتحدة، وتوفيت في 2 يوليو 1994 في فيلادلفيا في الولايات المتحدة.

## وصلات خارجية
- ماريون وليامز على موقع IMDb (الإنجليزية)
- ماريون وليامز على موقع ميوزك برينز (الإنجليزية)
- ماريون وليامز على موقع أول ميوزيك (الإنجليزية)
- ماريون وليامز على موقع ديسكوغز (الإنجليزية)
- ماريون وليامز على موقع قاعدة بيانات الفيلم (الإنجليزية)